# Tiefbohrmaschinen
Tiefbohrmaschinen sind spezialisierte Werkzeugmaschinen mit denen tiefe und präzise Löcher gebohrt werden, die um ein Vielfaches tiefer sind als ihr Durchmesser. 

## Tiefbohrmaschinen
Für die Bearbeitung mit Tiefbohrverfahren oder mit dem Tiefbohren verbundenen Verfahren werden in den meisten Fällen Tiefbohrmaschinen in Form von Standard- (Mehrzweck-) oder Sondermaschinen eingesetzt. Werden Bohrungen mit kleineren Bohrtiefen (bis ca. 40 x D) benötigt, werden häufig Tieflochbohrer auf Bearbeitungszentren eingesetzt. Das Ejektorbohren wird vor allem in konventionellen Werkzeugmaschinen eingesetzt. Da das Tiefbohren eine hohe Produktivität aufweist, werden meist nur vergleichsweise leistungsstarke Maschinen eingesetzt. Grundsätzlich ist eine Schneidölanlage erforderlich, die das Schneidöl mit einem (im Vergleich zu anderen Bohrverfahren) überdurchschnittlich hohen Durchsatz bei höheren Drücken liefert. Unter einer Tiefbohreinheit versteht man den Verbund aus der eigentlichen Tiefbohrmaschine mit dem Schneidöltank und weiteren Peripheriegeräten zur Schneidölaufbereitung und Späneabfuhr.

## Betriebsarten
Abbildung 1 zeigt, welche Kombinationen von Schnitt- und Vorschubbewegungen bei der Herstellung einer tiefen zylindrischen Bohrung möglich sind. Je nach Anwendungsfall sind diese Bewegungen maschinenseitig vorzusehen. 

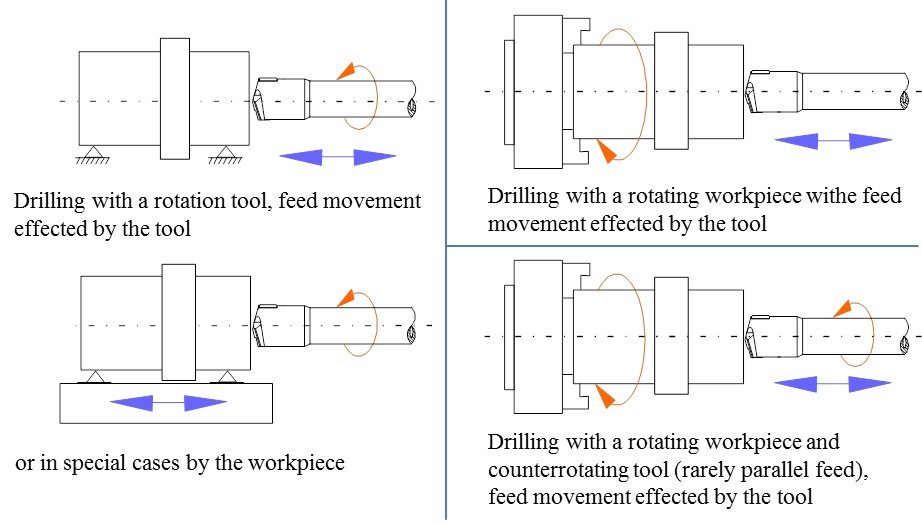
Abbildung 1: Arbeitsweise beim Tiefbohren: Bohren mit rotierendem Werkzeug oder rotierendem Werkstück

Charakteristische Merkmale des Bohrens mit einem rotierenden Werkzeug sind:
- Einsatz bei Werkstücken, die nicht auf der Maschine gedreht werden können (z. B. Werkstücke mit exzentrischen Bohrungen, Werkstücke mit hohem Gewicht oder Unwucht, prismenförmige Werkstücke)
- Typischer Anwendungsfall für das Einlippentiefbohren
- Auf Bearbeitungszentren
- Mit Einzweck-Tiefbohrmaschinen, die keinen Werkstückantrieb haben (Bild 2, unten)

Charakteristische Merkmale für das Bohren mit rotierendem Werkstück und werkzeugbedingter Vorschubbewegung sind:
- Wird bei Werkstücken mit einer Bohrung in der Drehachse verwendet
- Häufigste Methode bei BTA-Tiefbohrmaschinen
- Zur Erzeugung einer geringeren Rundlaufabweichung als beim Bohren mit einem rotierenden Werkzeug
- Mit vergleichsweise langen Bohrstangen
- Beim Ziehbohren
- Wird bei älteren Maschinen verwendet, um hohe Schnittgeschwindigkeiten zu erreichen
- Bei schweren oder sehr langen Werkstücken
- Hat in der Regel den geringsten Rundlauffehler

## Maschinentypen

### Standard- und Spezial-Tiefbohrmaschinen
Abbildung 2 zeigt einige schematische Darstellungen gängiger Typen von Tiefbohrmaschinen. Die beiden oben gezeigten Universalmaschinen bieten alle in Abschnitt Betriebsarten beschriebenen Kombinationen von Werkzeug- und Werkstückbewegungen. Die übrigen Maschinen sind auf die für den jeweiligen Anwendungsfall erforderlichen Module reduziert. Weitere Informationen zu den Maschinen finden sich in den Richtlinien VDI 3208 und VDI 3209. 

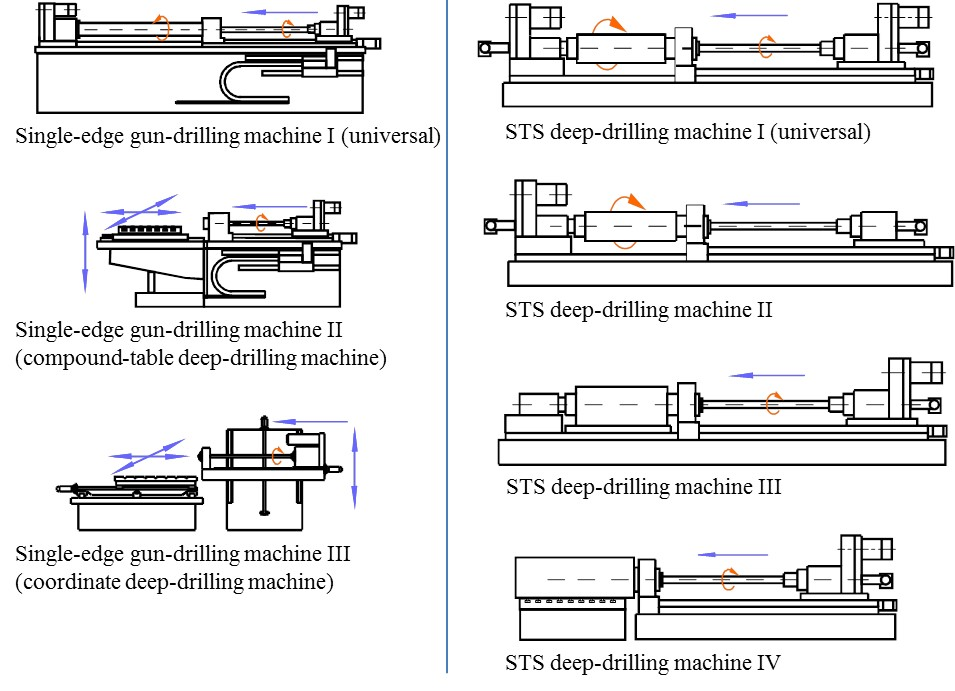
Abbildung 2: Typen von Tiefbohrmaschinen

Charakteristische Merkmale von Standard-Tiefbohrmaschinen
- Stufenlos einstellbare Vorschub- und Drehzahlbereiche
- Schneidölsystem mit Filtration und ggf. auch Kühlanlage
- CNC-Steuerung
- Sicherheits- und Überwachungseinrichtungen (z. B. für Vorschubüberwachung, Öldruckbegrenzung usw.)
- Relativ kurze Umrüstzeiten
- Drehbewegung für Werkstück und / oder Werkzeug

Charakteristische Merkmale von speziellen Tiefbohrmaschinen
- Ein- oder mehrspindlig zum Bohren mehrerer Löcher (in ein Werkstück oder in mehrere gleichzeitig)
- Automatische Werkstückbe- und -entladevorrichtung
- Automatischer Werkzeugwechsel
- Automatische Späneabfuhr, Werkstückreinigung
- Einsatz in der Massenproduktion, in Transferstraßen etc.
- In einigen Fällen sind auch andere Bearbeitungen möglich, wie z. B. Schälen und Rollieren, Drehen von Innen- oder Außendurchmessern oder Stirnflächenbearbeitung. In besonderen Fällen kann das Honen auch auf Tiefbohrmaschinen durchgeführt werden.

## Andere Werkzeugmaschinen
Das Ejektorbohren wurde als Tiefbohrtechnik für den Einsatz in konventionellen Werkzeugmaschinen entwickelt. Der Einsatz des Tieflochbohrens ist insbesondere bei Bearbeitungszentren in der Massenfertigung üblich (Abb. 3).
Daneben werden insbesondere im Grenzbereich zwischen Tiefbohren und konventionellem Bohren Tiefbohrverfahren mit Werkzeugmaschinen eingesetzt, die nicht als Tiefbohrmaschinen gelten. Dabei müssen jedoch verschiedene Anforderungen erfüllt werden:
- Geeignete Drehzahlen und Vorschübe (stufenlos einstellbar)
- Ausreichende Antriebsleistung an der Arbeitsspindel
- Geeignetes Schneidölsystem (Menge, Druck, Filterung)
- In der Regel spezielle Einrichtungen zur Führung des Schneidöls
- Ausreichende Spanabfuhr, Spritzschutz

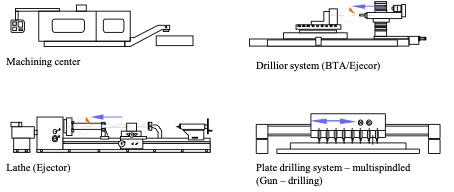
Abbildung 3: Maschinenwerkzeuge für das Tiefbohren

## Zusätzliche Geräte und Ausrüstungen

### Zubehör für das Einlippentiefbohren

#### Spannvorrichtung für Bohrstangen
Bohrstangen, die beim Einlippentiefbohren verwendet werden, haben am ungeschliffenen Ende einen Adapter (Spannhülse) angelötet oder aufgeklebt, je nach verwendetem Spannsystem. 

#### Kühlschmierstoff-Einlassgehäuse
Beim Einlippentiefbohren wird der Kühlschmierstoff an der Spannstelle über die Maschinenspindel (durch die Drehdurchführung) zugeführt. Ist dies nicht möglich, werden zwischen Spindel und Bohrwerkzeug so genannte stirnseitige Zuführungen (Schmierstoffeinlassgehäuse) eingesetzt, die eine seitliche Zuführung des Kühlschmierstoffs ermöglichen.

#### Anbohrbuchse – Anbohrbuchsenhalter
Beim Einlippentiefbohren wird die Startbuchse in den Anbohrbuchsenhalter eingesetzt, der auch das seitlich aus der Spannut austretende Gemisch aus Spänen und Kühlschmierstoff auffängt, gegen die Umgebung abdichtet und das Gemisch ableitet. Die Anbohrbuchse dient der Führung des Werkzeugs während der Vorbohrphase. Ihre Gestaltung, wie z. B. die zentrale Positionierung und das Übermaß, hat einen großen Einfluss auf den gesamten Bohrprozess. In vielen Fällen – zum Beispiel beim Tiefbohren auf Bearbeitungszentren – wird die Aufgabe der Anbohrbuchse durch eine Pilotbohrung übernommen, die mit einem Hartmetallspiralbohrer oder anderen Kurzlochbohrern gebohrt (oder aufgerieben) wird.

#### Anti-Whip-Vorrichtungen (Lünetten)
Einlippentiefbohren arbeiten mit vergleichsweise hohen Drehzahlen. Da auch die Werkzeugschäfte einen asymmetrischen Querschnitt haben, muss bei längeren Werkzeugen ein Ausschlagen oder Durchbiegen verhindert werden. Zu diesem Zweck werden eine oder mehrere Werkzeugabstützung entlang des Werkzeugschaftes eingesetzt. Sie verbessern auch die zentrische Lage des Werkzeugs und können darüber hinaus dämpfend wirken. Neben der Verbesserung der Sicherheit tragen die Vorrichtungen auch zur Verbesserung der Bohrlochqualität bei.

### Zubehör zum Tiefbohren mit externer Schneidölzufuhr (Für BTA und ähnliche Verfahren)

#### Bohrstange
Nicht nur die Bohrspitzen, sondern auch die Bohrstange wird zum Werkzeug gezählt. Für den Stangendurchmesser haben sich in der Praxis bestimmte Standardgrößen durchgesetzt. Die Verschraubung kann entweder als eingängiges oder viergängiges Sondergewinde ausgeführt sein. Große Werkzeuge werden auch angeflanscht.

#### Bohrstangenlünetten
Insbesondere bei längeren Bohrstangen oder Werkzeugen (mit hohen l/D-Verhältnissen, ab etwa 40) werden zusätzlich Lünetten eingesetzt. Diese führen die Bohrstange oder das Werkzeug entlang der Bohrachse. Beim BTA-Tiefbohren und insbesondere bei rotierenden Bohrstangen werden anstelle der Lünette, die nur der Führung dient, auch mechanisch oder hydraulisch betätigte Schwingungsdämpfer eingesetzt.

#### Bohrstangenspanneinheit
Es sind verschiedene Ausführungen von Spannfuttern verbreitet.

#### Schneidölzufuhrsystem
Sie dient zur Zuführung des Schneidöls zum Werkstück, zur Abdichtung gegenüber dem Werkstück und der Bohrstange sowie als Halterung für die Anbohrbuchse. In den meisten Fällen dient das Schneidölzuführungssystem auch als Halterung für das Werkstück, z. B. in Form eines konischen oder zylindrischen Halters. Die rückseitige Abdichtung der Bohrstange, die meist in Form einer Stopfbuchse ausgeführt ist, hat zusätzlich die Aufgabe, die Bohrstange zu führen. Beim Schubbohren wird die Bohrbuchse in das Schneidölzuführungssystem eingebaut. Sie dient der Führung des Werkzeugs während der Anbohrphase. Die Eigenschaften der Anbohrbuchse, wie Mittellage und Übermaß, haben einen großen Einfluss auf den gesamten Bohrprozess.

#### Anbohrbuchsenhalter beim Ziehbohren (Laternenfutter)
Beim Ziehbohren befindet sich die Anbohrbuchse auf der dem Kühlschmierstoffzuführgerät abgewandten Seite. Sie kann daher in die Werkstückaufnahme oder in die Spindel des Werkstückantriebs eingebaut werden. In diesem Fall muss das Werkzeug auf das hintere Ende der Spindel aufgeschraubt werden. Dazu wird eine verschließbare Abdeckung benötigt. In vielen Fällen werden die hier beschriebene Methoden der Anbohrbuchsenmontage und des Werkzeugwechsels jedoch nicht angewendet. Stattdessen wird ein Werkstückgegenhalter, die sogenannte „Laternenfutter“, verwendet. Das Laternenfutter ist eine Vorrichtung, die auf einer Seite der Werkstückspannfutter (ggf. der Spindelnase) angebracht wird. Auf der dem Werkstück zugewandten Seite trägt es die Anbohrbuchse und den Werkstückhalter. An der Seite des Geräts befindet sich eine Klappe, durch die der Bediener in das Innere greifen kann, um das Werkzeug auf die Bohrstange aufzuschrauben. Es besteht auch die Möglichkeit, das Laternenfutter durch Einsetzen eines „Topfes“ gegen die Hohlspindel abzudichten. In besonderen Fällen können Späne und Kühlschmierstoff auch über das Laternenfutter austreten. In diesem Fall wird eine Haube zur Abdichtung gegen die Umgebung benötigt.

#### Schwingungsdämpfer
Insbesondere bei langen Bohrstangen sollte ein Schwingungsdämpfer eingesetzt werden. Dieser dient zur Reduzierung von Torsions- und Biegeschwingungen, die sich nicht nur negativ auf die Bohrungsqualität auswirken, sondern auch die Standzeit des Werkzeugs verringern. Es werden sowohl mechanische als auch hydraulische Schwingungsdämpfer eingesetzt.

### Andere Geräte

#### Torsionsschwingungen
Hier schwingt das Werkzeug mit einer hohen Frequenz (von etwa 500 Hz bis zu 1 Eigenfrequenz) um die Längsachse der Stange oder des Schaftes. Die Schwingung tritt in der ersten oder in einer höheren Torsionseigenfrequenz auf. Sie erzeugt einen hohen Geräuschpegel, der als unangenehm empfunden wird. Der Werkzeugverschleiß ist erhöht und häufig ist die Oberflächenqualität der Bohrung beeinträchtigt. Zur Vermeidung dieser Schwingungen empfiehlt sich der Einsatz eines Schwingungsdämpfers. Eine weitere Möglichkeit ist die Anpassung der Schnittparameter, in diesem Fall vor allem der Vorschubgeschwindigkeit.

#### Verdrehtes Bohren (Biegeschwingung)
Hier schwingt die Bohrstange mit niedriger Frequenz (ca. 50 Hz) senkrecht zur Längsachse. Die Stange biegt sich innerhalb ihres elastischen Bereichs. Der Werkzeugverschleiß wird durch die Spiralbewegungen erhöht. Diese Schwingungsform wirkt sich jedoch sowohl auf der Makro- als auch auf der Mikroebene sehr stark negativ auf die Bohrungsform aus. Ein typisches Ergebnis ist die polygonale Ausbildung der Bohrung. Häufig ist die Ursache für gelappte Bohrungen ist häufig die Verschiebung der Bohrkopfachse aus ihrer idealen Lage (zentrisch und parallel zur gewünschten Bohrachse). Diese Verschiebung kann aus verschiedenen Gründen auftreten:
- ungenügendes Vorbohren
- zu hoher Vorschub
- schlechtes Nachschleifen der Werkzeuge
- verzogene Bohrstange oder verzogener Werkzeugschaft
- ungenaue Bohrstangenspannung, ungenaue Bohrstangenstabilisierung
- Geometrische Fehler in der Maschine
- Position des Dämpfers